# Crytea frequentior
Crytea frequentior là một loài tò vò trong họ Ichneumonidae.